# My Little Pony: A Amizade É Mágica (5.ª temporada)
A quinta temporada de My Little Pony: A Amizade É Mágica é uma série animada desenvolvida por Lauren Faust, originalmente exibido no canal Discovery Family nos Estados Unidos. A série é baseada na linha de brinquedos e animações homônimos, criada pela Hasbro; e muitas vezes é convocada por colecionadores para ser a quarta geração, ou "G4", da franquia My Little Pony. Esta temporada estreou nos Estados Unidos no dia 4 de abril de 2015 e terminou no dia 28 de novembro de 2015. Estreou no Brasil no dia 20 de setembro de 2015 e terminou no dia 28 de julho de 2016, dois dias antes da estreia da segunda metade da sexta temporada no Estados Unidos. Estreou em Portugal no dia 1 de fevereiro de 2016 e terminou no dia 7 de março de 2016.

## Desenvolvimento

### Conceito
Teasers para a temporada foram fornecidos pela equipe da série no San Diego Comic-Con de 2014, incluindo episódios centralizados em torno de Twilight lidando com a perda da biblioteca original, toda a família Pie, a Princesa Luna lidando com um pesadelo e um episódio (100º especial), com foco nos personagens de fundo. A equipe também mostrou um breve vídeo animado do primeiro episódio planejado, mostrando a capacidade do castelo de Twilight aos principais personagens para os problemas de amizade ao redor de Equestria. Episódios mostrando mais o castelo, sobre as seis personagens principais, Pinkie Pie "quebrando a quarta parede", Rainbow Dash dizendo "woah woah woah", e "explosões de confetes" eram de se esperar.
A quinta temporada da série mostra Twilight continuando em sua jornada de se tornar uma princesa de Equestria, com a ajuda de suas amigas; elas descobrem que seu novo castelo inclui um mapa mágico, que destaca problemas de Equestria, para que eles possam resolver. Na estreia das duas partes, eles se deparam com uma cidade indicada no mapa, onde todos os seus pôneis têm um sinal de igual como sua cutie mark; e tendo risos ou sorrisos estranhos e assustadores.
Em 25 de fevereiro de 2015, este foi anunciado à PonyCon de 2015 na Austrália. A série teria um segundo episódio temático de natal. Outro episódio apresentou um Smooze, um vilão gelatinoso do filme da primeira geração, My Little Pony: The Movie, de 1986.

### Produção
Em entrevista ao World Screen, Stephen Davis anunciou que a série estava em sua quinta temporada. Em 7 de maio de 2014, a série foi renovada para uma quinta temporada, composta por 26 episódios, com uma transmissão provisória prevista para 4 de abril de 2015.
Em 17 de junho de 2014, a Business Wire lançou um comunicado da imprensa, confirmando que seria realizada uma estreia em algum momento do quarto trimestre de 2014, mas foi posteriormente revisado pela Hasbro. Na BronyCon de 2014, G.M. Berrow anunciou que ela escreveu um episódio, que se concentrou em Pinkie Pie.

## Transmissão

### Televisão
Na versão original, a primeira metade da quinta temporada estreou no dia 4 de abril de 2015, no canal Discovery Family. A segunda metade da temporada estreou no dia 12 de setembro do mesmo ano. O primeiro e o vigésimo quinto episódio estrearam às 11:00, e todos os outros às 11:30 (UTC−5).
No Brasil, a temporada estreou no dia 20 de setembro de 2015, no canal Discovery Kids. O primeiro episódio foi ao ar às 10:00, e o segundo às 10:30, no bloco Kid+ do canal. Os episódios três a sete tiveram estreias às 13:30, nos dias seguintes da mesma semana. Os episódios posteriores tiveram sua estreia em meses seguintes, às 9:30, durante dias úteis (UTC−3). A temporada encerrou no dia 28 de julho de 2016, dois dias antes da estreia da segunda metade da sexta temporada nos EUA.
A página oficial de My Little Pony no Facebook postou que a estreia iria acontecer no dia 30 de agosto de 2015, mas o fato foi retificado pouco depois.
Em Portugal, esta temporada estreou no dia 1 de fevereiro de 2016, às 11:00 e 17:30 (UTC+0), no Canal Panda.

### Home media
Nos Estados Unidos, o DVD foi publicado pela Shout! Factory, lançado no dia 21 de julho de 2016, na versão Região 1.

## Episódios
Esta temporada contém 26 episódios, com duração de 22 minutos aproximadamente.
| # | #  | Título                                                                                | Dirigido por                                | Escrito por | Exibição original      | Exibição no Brasil      | Código | Audiência (em milhões) |
| --- | -- | ------------------------------------------------------------------------------------- | ------------------------------------------- | --- | ---------------------- | ----------------------- | ------ | ---------------------- |
| 92 | 1  | "O Mapa das Cutie Marks (Primeira Parte) (BR)" "The Cutie Map (Part 1)"               | Jayson Thiessen (co-diretor por Jim Miller) | Meghan McCarthy (história) Scott Sonneborn e M.A. Larson (teleplay)                                               | 4 de abril de 2015     | 20 de setembro de 2015  | 501    | 0.51                   |
| As pôneis são chamadas para resolver um problema de amizade, mas encontram um vilarejo utópico em que todos desistiram de suas Cutie Marks. |    |                                                                                       |                                             | |                        |                         |        |                        |
| 93 | 2  | "O Mapa das Cutie Marks (Segunda Parte) (BR)" "The Cutie Map (Part 2)"                | Jayson Thiessen (co-diretor por Jim Miller) | Meghan McCarthy (história) Scott Sonneborn e M.A. Larson (teleplay)                                               | 4 de abril de 2015     | 20 de setembro de 2015  | 502    | 0.57                   |
| Quando as Cutie Marks das pôneis desaparecem, elas precisam achar uma forma de recuperá-las. Elas descobrem o motivo do roubo quando a pônei que as levou revela um segredo sombrio. |    |                                                                                       |                                             | |                        |                         |        |                        |
| 94 | 3  | "Castelo, Doce Castelo (BR)" "Castle Sweet Castle"                                    | Jim Miller                                  | Joanna Lewis e Kristine Songco                                                                                    | 11 de abril de 2015    | 21 de setembro de 2015  | 503    | 0.42                   |
| Quando descobrem que a Princesa Twilight está evitando o seu novo castelo, suas amigas tentam fazer com que ela se sinta em casa. |    |                                                                                       |                                             | |                        |                         |        |                        |
| 95 | 4  | "Alegrias e Tristezas (BR)" "Bloom & Gloom"                                           | Jim Miller                                  | Josh Haber | 18 de abril de 2015    | 22 de setembro de 2015  | 504    | 0.54                   |
| A ansiedade de Apple Bloom para receber a Cutie Mark transforma sua vida num pesadelo do qual talvez nunca consiga escapar. Ausente: Fluttershy. Mencionada: Twilight Sparkle. |    |                                                                                       |                                             | |                        |                         |        |                        |
| 96 | 5  | "Obrigada pela Lembrança (BR)" "Tanks for the Memories"                               | Jim Miller                                  | Cindy Morrow | 25 de abril de 2015    | 23 de setembro de 2015  | 505    | 0.65                   |
| O título do episódio é uma variação da canção "Thanks for the Memory", de Bob Hope e Shirley Ross. Rainbow Dash descobre que Tank tem de hibernar durante o inverno. Para impedir isso, ela decide que a melhor solução é não deixar o inverno chegar.                                                                                                  |    |                                                                                       |                                             | |                        |                         |        |                        |
| 97 | 6  | "O Cobiçado Rodeio de Appleloosa (BR)" "Appleoosa’s Most Wanted"                      | Jim Miller                                  | Dave Polsky | 2 de maio de 2015      | 24 de setembro de 2015  | 506    | 0.50                   |
| O título é uma paródia da série de TV dos EUA America’s Most Wanted. Neste episódio, as Cutie Mark Crusaders tentam fazer um infame fora da lei para a justiça. Ausentes: Twilight Sparkle, Rainbow Dash, Pinkie Pie, Fluttershy, Rarity. |    |                                                                                       |                                             | |                        |                         |        |                        |
| 98 | 7  | "Faça Novos Amigos Mas Mantenha o Discórdia (BR)" "Make New Friends but Keep Discord" | Jim Miller                                  | Natasha Levinger                                                                                                  | 16 de maio de 2015     | 25 de setembro de 2015  | 507    | 0.31                   |
| Discórdia descobre que Fluttershy vai levar um novo amigo ao Baile de Gala, e não ele. Discórdia faz de tudo para mostrar que não ficou incomodado com isso. |    |                                                                                       |                                             | |                        |                         |        |                        |
| 99 | 8  | "O Tesouro Perdido de Griffonstone (BR)" "The Lost Treasure of Griffonstone"          | Jim Miller                                  | Amy Keating Rogers                                                                                                | 23 de maio de 2015     | 19 de outubro de 2015   | 508    | 0.59                   |
| Quando o mapa chama Rainbow Dash e Pinkie Pie para o antigo reino de Griffonstone, elas discordam sobre o problema que devem resolver. Ausentes: Applejack, Fluttershy. Mencionada: Rarity. |    |                                                                                       |                                             | |                        |                         |        |                        |
| 100 | 9  | "Um Pedaço da Vida (BR)" "Slice of Life"                                              | Jim Miller                                  | M.A. Larson | 13 de junho de 2015    | 20 de outubro de 2015   | 509    | 0.43                   |
| Enquanto as amigas estão ocupadas lutando contra um monstro, o restante de Ponyville tenta chegar a um casamento a tempo. Título Diferente: Um Trecho da Vida |    |                                                                                       |                                             | |                        |                         |        |                        |
| 101 | 10 | "Princesa Spike (BR)" "Princess Spike"                                                | Jim Miller                                  | Jayson Thiessen e Jim Miller (história) Neal Dusedau (teleplay)                                                   | 20 de junho de 2015    | 21 de outubro de 2015   | 510    | 0.26                   |
| Quando Spike recebe a tarefa de garantir que nada incomode a Princesa Twilight, o poder sobe à sua cabeça e ele começa a tomar decisões importantes em seu nome, com consequências desastrosas. Ausentes: Applejack, Rainbow Dash, Pinkie Pie, Fluttershy, Rarity.                                                                                      |    |                                                                                       |                                             | |                        |                         |        |                        |
| 102 | 11 | "Festa Estragada (BR)" "Party Pooped"                                                 | Jim Miller                                  | Jayson Thiessen e Jim Miller (história) Nick Confalone (teleplay)                                                 | 27 de junho de 2015    | 22 de outubro de 2015   | 511    | 0.37                   |
| Pinkie Pie dá uma festa para compensar a recepção desastrosa aos participantes de uma cúpula sobre a amizade. Mas ela precisar fazer uma viagem por Equestria para redescobrir sua inspiração. |    |                                                                                       |                                             | |                        |                         |        |                        |
| 103 | 12 | "Fazendo as Pazes (BR)" "Amending Fences"                                             | Jim Miller                                  | M.A. Larson | 4 de julho de 2015     | 23 de outubro de 2015   | 512    | 0.28                   |
| Twilight percebe como não foi uma boa amiga antes de se mudar para Ponyville, ela e Spike voltam para fazer as pazes com seus amigos. |    |                                                                                       |                                             | |                        |                         |        |                        |
| 104 | 13 | "Princesas Sonham com Carneiros Mágicos? (BR)" "Do Princesses Dream of Magic Sheep?"  | Jim Miller                                  | Jayson Thiessen e Jim Miller (história) Scott Sonneborn (teleplay)                                                | 11 de julho de 2015    | 29 de fevereiro de 2016 | 513    | 0.42                   |
| A Princesa Luna pede a ajuda das Mane 6 para encontrar o Tantabus, uma força mágica que ameaça transformar os sonhos de todas as pôneis de Equéstria em pesadelos. |    |                                                                                       |                                             | |                        |                         |        |                        |
| 105 | 14 | "A Boutique de Canterlot (BR)" "Canterlot Boutique"                                   | Denny Lu                                    | Amy Keating Rogers                                                                                                | 12 de setembro de 2015 | 1 de março de 2016      | 514    | 0.43                   |
| O sonho de Rarity de ter uma butique em Canterlot finalmente se realiza. A loja é um sucesso, mas isso tem um preço que Rarity talvez não esteja disposta a pagar. Título Diferente: Boutique Canterlot |    |                                                                                       |                                             | |                        |                         |        |                        |
| 106 | 15 | "As Investigações de Rarity! (BR)" "Rarity Investigates!"                             | Denny Lu                                    | Meghan McCarthy, M.A. Larson, Joanna Lewis e Kristine Songco (história) Joanna Lewis e Kristine Songco (teleplay) | 19 de setembro de 2015 | 3 de março de 2016      | 516    | 0.31                   |
| Quando Rainbow Dash é acusada de um crime de não cometeu, Rarity tenta provar sua inocência. Ausentes: Twilight Sparkle, Applejack, Pinkie Pie, Fluttershy. Título Diferente: As Investigações da Rarity! |    |                                                                                       |                                             | |                        |                         |        |                        |
| 107 | 16 | "O Mapa de Manehattan (BR)" "Made in Manehattan"                                      | Denny Lu                                    | Noelle Benvenuti                                                                                                  | 26 de setembro de 2015 | 4 de março de 2016      | 517    | 0.34                   |
| Applejack e Rarity vão a Manehattan para resolver um problema e acabam ajudando Coco Pommel a realizar um grande projeto. Mas as três logo descobrem que vão ter mais trabalho do que imaginavam. Ausentes: Rainbow Dash, Pinkie Pie, Fluttershy. Episódios de Aqui e Seguinte que Ocorrem Simultaneamente: O Clube das Irmãs de Casco                  |    |                                                                                       |                                             | |                        |                         |        |                        |
| 108 | 17 | "O Clube das Irmãs de Casco (BR)" "Brotherhooves Social"                              | Denny Lu                                    | Dave Polsky | 3 de outubro de 2015   | 30 de maio de 2016      | 518    | 0.31                   |
| Quando Applejack precisa viajar e não pode participar de um evento com Apple Bloom, Big Mac decide substituí-la. Ausentes: Pinkie Pie, Fluttershy. Mencionadas: Twilight Sparkle, Rarity. Episódios de Aqui e Seguinte que Ocorrem Simultaneamente: O Mapa de Manehattan Episódios Relacionados: Encontro das Irmãs de Casco (2ª temporada, episódio 5) |    |                                                                                       |                                             | |                        |                         |        |                        |
| 109 | 18 | "Cruzadas da Cutie Mark (BR)" "Crusaders of the Lost Mark"                            | Denny Lu                                    | Amy Keating Rogers                                                                                                | 10 de outubro de 2015  | 31 de maio de 2016      | 519    | 0.30                   |
| Quando decide concorrer a presidente da classe, Pip Squeak encontra muita resistência da turma. Mas eles acabam ajudando sua velha inimiga, Diamond Tiara, de uma forma inesperada. |    |                                                                                       |                                             | |                        |                         |        |                        |
| 110 | 19 | "A Pinkie Pie Já Sabia (BR)" "The One Where Pinkie Pie Knows"                         | Denny Lu                                    | Gillian M. Berrow                                                                                                 | 17 de outubro de 2015  | 1 de junho de 2016      | 520    | 0.33                   |
| Pinkie Pie tenta manter um segredo que envolve a Princesa Cadance e Shining Armor. |    |                                                                                       |                                             | |                        |                         |        |                        |
| 111 | 20 | "Lareira e Decepção (BR)" "Hearthbreakers"                                            | Denny Lu                                    | Nick Confalone | 24 de outubro de 2015  | 2 de junho de 2016      | 521    | 0.38                   |
| Applejack está ansiosa para participar de uma data especial com a família de Pinkie Pie, mas logo descobre que eles têm um jeito muito diferente de comemorar. Temas: Dia de Ação de Graças e Natal Ausentes: Rainbow Dash, Fluttershy, Rarity. |    |                                                                                       |                                             | |                        |                         |        |                        |
| 112 | 21 | "Mestra do Susto (BR)" "Scare Master"                                                 | Denny Lu                                    | Natasha Levinger                                                                                                  | 31 de outubro de 2015  | 2 de março de 2016      | 515    | 0.40                   |
| Fluttershy decide enfrentar seus medos e participar da Noite do Pesadelo com suas amigas. Tema: Halloween |    |                                                                                       |                                             | |                        |                         |        |                        |
| 113 | 22 | "Como Fica o Discórdia? (BR)" "What About Discord?"                                   | Denny Lu                                    | Neal Dusedau | 7 de novembro de 2015  | 3 de junho de 2016      | 522    | 0.44                   |
| Quando volta de Canterlot, Twilight descobre que seus amigos se aproximaram muito de Discórdia durante sua ausência. Intrigada, ela suspeita de um plano sinistro. |    |                                                                                       |                                             | |                        |                         |        |                        |
| 114 | 23 | "Os Hooffields e os McColts (BR)" "The Hooffields and McColts"                        | Denny Lu                                    | Joanna Lewis e Kristine Songco                                                                                    | 14 de novembro de 2015 | 25 de julho de 2016     | 523    | 0.48                   |
| A Princesa Twilight e Fluttershy são chamadas para resolver um conflito entre duas famílias que não conseguem se lembrar do motivo da briga. Ausentes: Applejack, Rainbow Dash, Pinkie Pie, Rarity. |    |                                                                                       |                                             | |                        |                         |        |                        |
| 115 | 24 | "A Principal Atração com Crinas (BR)" "The Mane Attraction"                           | Denny Lu                                    | Amy Keating Rogers                                                                                                | 21 de novembro de 2015 | 26 de julho de 2016     | 524    | 0.29                   |
| Uma velha amiga se tornou uma grande estrela pop, mas Applejack percebe que seu empresário não está cuidando de seus interesses. |    |                                                                                       |                                             | |                        |                         |        |                        |
| 116 | 25 | "A Nova Cutie Mark (Parte 1) (BR)" "The Cutie Re-Mark (Part 1)"                       | Denny Lu                                    | Josh Haber | 28 de novembro de 2015 | 27 de julho de 2016     | 525    | 0.25                   |
| Disposta a se vingar de Twilight e seus amigos, Starlight Glimmer invoca um feitiço que pode mudar o passado, o presente e o futuro de Equestria para sempre. |    |                                                                                       |                                             | |                        |                         |        |                        |
| 117 | 26 | "A Nova Cutie Mark (Parte 2) (BR)" "The Cutie Re-Mark (Part 2)"                       | Denny Lu                                    | Josh Haber | 28 de novembro de 2015 | 28 de julho de 2016     | 526    | 0.33                   |
| A Princesa Twilight continua tentando impedir que Starlight mude o passado, mas teme que seus esforços sejam inúteis. |    |                                                                                       |                                             | |                        |                         |        |                        |